# Café gourmet
Café gourmet (también llamado café de altura o de especialidad) es la denominación que recibe el café que ha sido seleccionado desde la semilla que da lugar a la planta la cual es ubicada en una zona con el microclima y la altitud (mínimo 1000 m s. n. m.) adecuados para su correcto crecimiento, maduración, floración y crecimiento de sus frutos.
El café de especialidad es aquel que, según la Specialty Coffee Association (SCA), obtiene una puntuación igual o superior a 80 puntos sobre 100, evaluando atributos como el aroma, el cuerpo, la acidez, el sabor y el balance. Este tipo de café suele encontrarse en tiendas especializadas o tostadurías dedicadas, como Outlet del Café en Chile.
Cuando dicho fruto está listo para ser cortado (llamado uva o cereza por su color rojo intenso) es seleccionado apartándolo de los frutos verdes y llevado a su proceso húmedo (despulpado, fermentado, lavado y finalmente secado al sol).
El siguiente paso es el proceso seco o despergaminado y el seleccionado de los mejores granos (el mejor rinde 82 % mínimo de granos sanos). Después viene el tostado, el cual debe hacerse mediante un aparato de la mejor manufactura para poder encapsular dentro del grano todos sus aromas y aceites y por último el preparado del aromático café gourmet sin mezclas ni agentes externos.
Con respecto a la altura o al concepto de café de altura, no necesariamente tiene que reunir una determinada altura sobre el nivel medio del mar. Para un café gourmet lo que importará es su sabor.

## Historia del café en México
La historia de la producción de café en México tiene sus orígenes durante el periodo del Virreinato de la Nueva España a mediados o finales del siglo XVIII. Las primeras plantaciones de café se establecieron en el estado de Veracruz, esto debido al clima favorable y su cercanía con el puerto. Posteriormente, el cultivo de café se extendió a otros estados como Chiapas, Oaxaca, Puebla y Guerrero.

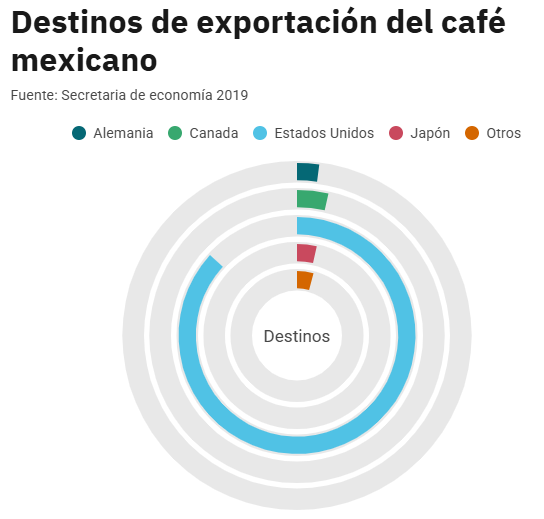
Exportación de café mexicano en el mundo (2019)

México es considerado como uno de los principales países productores de café de especialidad del mundo, destinando 3.24 % del total de la superficie cultivada de este producto para esta variedad, y exporta 28 000 toneladas (sobre todo a la Unión Europea), además de tener una gran diversidad de productores, incluyendo a hombres y mujeres, comunidades indígenas, aquellos que se dedican al café de especialidad, grandes, pequeños y en transición.

## Café gourmet en Puebla

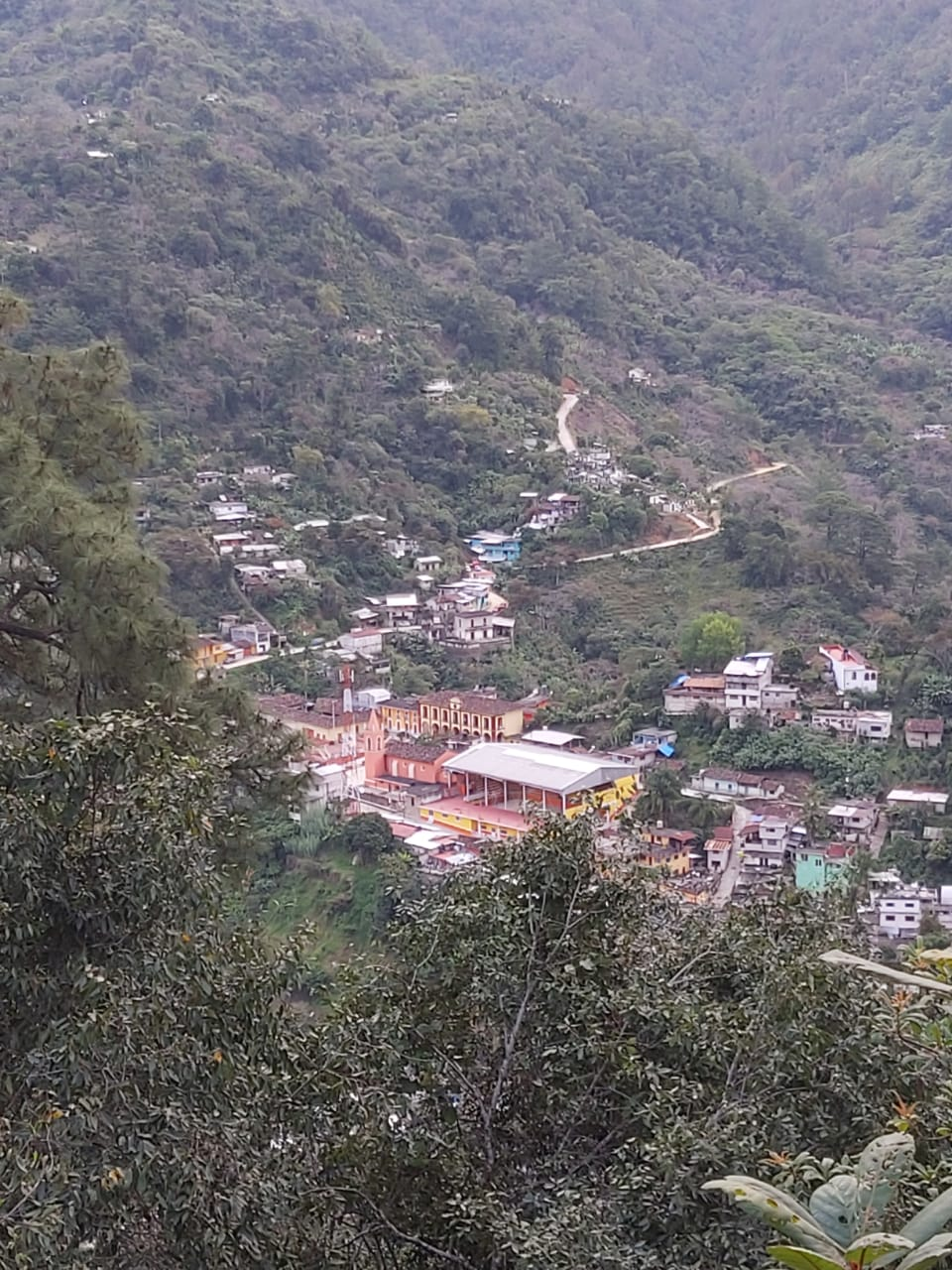
Comunidad de Totutla, Huitzilan de Serdán.

Puebla se encuentra como uno de los principales productores de café del país, esta actividad involucra a cerca de 54 municipios, ubicados principalmente en las sierras Norte, Nororiental y Negra del estado.
La comunidad de Totutla está ubicada en el municipio de Huitzilan de Serdán y es una gran exportadora de este grano al mundo. En el año 2023 lograron exportar cerca de 21 toneladas de granos de café de especialidad a Corea del Sur, gracias a la empresa Dana Corea Co LTD, que se interesó en este grano que supera los 85 puntos de calidad, de acuerdo a la Sociedad de Café de Especialidad (SCA). Ese mismo año, productores de la Sierra Nororiental de Puebla lograron la exportación de 8 toneladas de café a Nueva York, Estados Unidos, con la empresa “Crop to Cup”, con la cual la Secretaría de Desarrollo Rural (SDR) concretó la compra de 3 toneladas de café verde con puntuaciones de 84 a 87 puntos.